# Goffredo di Lèves
Geoffroy de Lèves, italianizzato in Goffredo di Lèves (... – 24 gennaio 1149), è stato un vescovo francese.
Fu il successore di Sant'Ivo nella sede vescovile di Chartres. La scuola progressista di Chartres, malvista dai teologi conservatori, era assai prossima alle tesi di Pietro Abelardo. Lo stesso Goffredo difenderà Abelardo fino a quando il commento a una lettera di san Paolo, scritto da Abelardo, non glielo metterà contro. Anche Bernardo di Chiaravalle, prima del Concilio di Sens del 1140, si rivolgerà a lui per lettera per evitare di ritrovarselo contro.

## Successione apostolica
La successione apostolica è:
- Vescovo Hugues de Maçon, O.Cist. (1137)